# トラックメイカー
トラックメイカー（英: track maker）は、音楽のバッキングトラックの制作者や、インストゥルメンタル楽曲の作曲家・編曲家などの音源制作者を指す、日本でのみ使用される"和製英語"である。英語圏の国では一般的に｢プロデューサー｣と呼ばれる。

## 海外
英語圏の国では「ビートメイカー」がこれにあたるが、一般的には「プロデューサー」（音楽プロデューサー、record producer）という言葉の方が多く使われる。

## 日本
日本では主にヒップホップにおけるバッキングトラックやインストゥルメンタルの制作者を指す言葉として使われることが主流である。
近年のトラック提供サイトの普及やコライトと呼ばれる作曲スタイルの普及に伴って、R&B、ダンス、アーバンミュージック、ポップス、レゲエといったジャンルにおいてもインストゥルメンタル部分の制作者や編曲者を指してトラックメイカーと呼ぶことも多い。
DTM、DAW、ローランドのシンセサイザーなどのシーケンス部分の操作・編集の際に、各楽器のパートに使われる一つの段落(チャンネル)の事をトラックと呼び、そのトラックパートを制作する人物を表す言葉である。
バッキングトラックは一つの音源において100-200チャンネル(同時に100個の楽器)以上使われることもある。
各チャンネルにおいて音声録音(生の楽器など)やMIDIデータによる打ち込みを一つのデータにすることや、各楽器のパラメータを設定する役割があり、基本的にはトラックメイカーがそのままバッキングトラックとして完成させることが多い。
ミックスダウンされた音源はボーカルの入る前の段階の音となり、各トラックの編集・編曲・監督・監修された人物としてトラックメイカーと呼ぶ。
また、そのデータは歌手などが楽曲を作る際のサンプルデータとして使用されることが多い。
ビートとはボーカルを入れる予定のないものや声や効果音などを入れ一つのデータとして完成された、マスタリング等を含めた音源を1つの楽曲として提供・販売させることを指す。
トラックメイカーとビートメイカーの違いは基本的にあまりないが、ビートメイカーの場合その人物そのものが音源を制作するアーティストとしての存在や役割があり、トラックメイカーとはヒップホップの楽曲制作・販売をするため仲間の間で呼ばれた愛称で、作業者であり製作者の一人である。